# NGC 790
NGC 790 ist eine Linsenförmige Galaxie im Sternbild Walfisch südlich der Ekliptik. Sie ist schätzungsweise 239 Millionen Lichtjahre von der Milchstraße entfernt und hat einen Durchmesser von etwa 90.000 Lichtjahren.

Im gleichen Himmelsareal befinden sich u.a die Galaxien NGC 779 und IC 183.
Das Objekt wurde  am 10. September 1785 von dem deutsch-britischen Astronomen Friedrich Wilhelm Herschel entdeckt.